# Phù Sơn
Phù Sơn (chữ Hán giản thể:浮山县, âm Hán Việt: Phù Sơn huyện) là một huyện thuộc địa cấp thị Lâm Phần, tỉnh Sơn Tây, Cộng hòa Nhân dân Trung Hoa. Huyện Phù Sơn có diện tích 940 km², dân số năm 2002 là 130.000 người. Huyện Phù Sơn có 2 trấn và 13 hương.
- Trấn: Thành Quan, Hướng Thủy Hà.
- Hương: Trương Trang, Tây Tả, Bắc Vương, Bắc Hàn, Kiều Gia Viên, Bách Tự, Trại Khất Đáp, Đông Yếu, Mễ Gia Viên, Sử Diễn Hà, Đông Trương, Thượng Đông, Hòe Niệm.